# 操场街 (郑州)
操场街是河南省郑州市一条东西走向的道路，位于郑州火车站东南部。

## 历史
该街形成于1920年代，中华民国时期的军阀吴佩孚部第八混成旅在此地修建操场，供军人操练和集会使用，成为郑州当时唯一的一个坐东朝西的较大的军事操场。芦汉铁路和汴洛铁路通车后，有商贩在此地安营扎寨，逐渐形成街道，因原地址是个大操场，故名操场街。
2002年5月左右，操场街的宽度提升至15米，浇筑柏油。